# Проспект-Парк (Нью-Джерсі)
Проспект-Парк (англ. Prospect Park) — місто (англ. borough) в США, в окрузі Пассаїк штату Нью-Джерсі. Населення — 6372 особи (2020).

## Географія
Проспект-Парк розташований за координатами 40°56′29″ пн. ш. 74°10′28″ зх. д. / 40.94139° пн. ш. 74.17444° зх. д. (40.941520, -74.174435).  За даними Бюро перепису населення США в 2010 році місто мало площу 1,24 км², з яких 1,23 км² — суходіл та 0,01 км² — водойми.

## Демографія
Згідно з переписом 2010 року, у селищі мешкало 5865 осіб у 1797 домогосподарствах у складі 1456 родин. Було 1931 помешкання
Расовий склад населення:
| - 51,1 % — білих - 19,9 % — чорних або афроамериканців - 3,2 % — азіатів - 1,5 % — корінних американців - 0,1 % — вихідців з тихоокеанських островів - 18,2 % — осіб інших рас |

До двох чи більше рас належало 6,1 %. Частка іспаномовних становила 52,1 % від усіх жителів.
За віковим діапазоном населення розподілялося таким чином: 28,4 % — особи молодші 18 років, 63,4 % — особи у віці 18—64 років, 8,2 % — особи у віці 65 років та старші. Медіана віку мешканця становила 31,7 року. На 100 осіб жіночої статі у селищі припадало 90,6 чоловіків;  на 100 жінок у віці від 18 років та старших — 86,7 чоловіків також старших 18 років.
Середній дохід на одне домашнє господарство  становив 65 984 долари США (медіана — 53 889), а середній дохід на одну сім'ю — 70 763 долари (медіана — 57 246). Медіана доходів становила 40 156 доларів для чоловіків та 30 924 долари для жінок. За межею бідності перебувало 17,4 % осіб, у тому числі 29,6 % дітей у віці до 18 років та 13,4 % осіб у віці 65 років та старших.
Цивільне працевлаштоване населення становило 2736 осіб. Основні галузі зайнятості: освіта, охорона здоров'я та соціальна допомога — 26,9 %, виробництво — 16,0 %, роздрібна торгівля — 13,6 %.